# Аньен
Аньен (фр. Agnin) — коммуна во Франции, находится в регионе Рона — Альпы. Департамент коммуны — Изер. Входит в состав кантона Руссильон. Округ коммуны — Вьенн.
Код INSEE — 38003. Население коммуны на 1999 год составляло 789 человек. Населённый пункт находится на высоте от 167 до 331 метров над уровнем моря. Муниципалитет расположен на расстоянии около 440 км юго-восточнее Парижа, 50 км южнее Лиона, 75 км западнее Гренобля. Мэр коммуны — M. Christian Monteyremard, мандат действует на протяжении 2008—2014 годов.
Динамика населения (INSEE):